# Гурко, Александр Викторович
Алекса́ндр Ви́кторович Гурко́  (бел. Аляксандр Віктаравіч Гурко; род. 17 марта 1964) — белорусский историк, религиовед, этнолог. Доктор исторических наук, профессор.

## Биография
Родился в г. Марьина Горка Пуховичского района Минской области.
В 1986 году окончил исторический факультет БГУ. В 1990—1993 годах обучался в аспирантуре Института искусствоведения, этнографии и фольклора им. К. Крапивы Национальной академии наук Белоруссии.
В 1993 году в Институте искусствоведения, этнографии и фольклора НАН Республики Беларусь под научным руководством кандидата исторических наук Л. И. Минько защитил диссертацию на соискание учёной степени кандидата исторических наук по теме «Вайшнавизм и его особенности в Беларуси» (специальность 07.00.07 — этнография). Официальные оппоненты: доктор исторических наук, профессор А. И. Залесский и кандидат исторических наук, доцент Р. В. Надольский. Оппонирующая организация — Гродненский государственный университет.
В 1993—1995 годах работал в Гродненском областном исполнительном комитете и Гродненском государственном университете им. Я. Купалы, а в 1995—1999 годах в Администрации Президента Республики Беларусь.
В 1999—2005 годах — ведущий и главный научный сотрудник Института социально-политических исследований при Администрации Президента Республики Беларусь, одновременно в 2000—2004 годах — доцент Европейского гуманитарного университета, а 2005—2006 годах — профессор кафедры гуманитарных дисциплин Минского института управления. С 2006 года — учёный секретарь Института искусствоведения, этнографии и фольклора имени К. Крапивы Национальной академии наук Белоруссии.
С 2012 года — учёный секретарь Центра исследований белорусской культуры, языка и литературы Национальной академии наук Белоруссии.
С 2020 года — главный научный сотрудник отдела народоведения Центра исследований белорусской культуры, языка и литературы НАН Беларуси.
В 2004 году в Институте искусствоведения, этнографии и фольклора имени К. Крапивы НАН Республики Беларусь защитил диссертацию на соискание учёной степени доктора исторических наук по теме «Новые религии в Республике Беларусь: этнологическое исследование» (специальность 07.00.07 — этнография).
Занимается изучением новых религий и этноконфессиональных процессов в Беларуси, а также вопроса предотвращения этнических и религиозных конфликтов. Является автором более 100 научных работ.

## Семья
Жена — Александра Владимировна Гурко (Верещагина), доктор исторических наук, доцент, заведующий отделом народоведения в Институте искусствоведения, этнографии и фольклора имени К. Крапивы Центра исследований белорусской культуры, языка и литературы Национальной академии наук Белоруссии.

## Награды
Стипендия Президента Республики Беларусь для талантливых молодых учёных — докторов наук (с 1 января 2009).

## Научные труды

### Монографии
на русском языке
- Гурко А. В. Движение вайшнавов («Харе Кришна») и его последователи в Беларуси. — Минск: ИСПИ, 1999. — 139 с.
- Неоязычество на просторах Евразии. — М., 2000 (в соавт.);
- Гурко А. В. Конфессиональная ситуация в Республике Беларусь: этнический и исторический аспекты. — Минск: ИСПИ, 2001. — 104 с.
- Гурко А. В. Новые религии в Республике Беларусь: этнологические исследования. — Минск: Тэхналогія, 2003. — 243 с. — ISBN 985-458-087-3.
- Гурко А. В. Новые религии в Республике Беларусь: генезис, эволюция, последователи. — Минск: Изд-во МИУ, 2006. — 276 с.
- Традиционные вероисповедания и новые религиозные движения в Беларуси: Учеб. пособ. — Мн., 2000 (в соавт.);

на других языках
- Гурко А. В. Верашчагіна А. У. Гісторыя канфесій на Беларусi ў другой палове ХХ стагоддзя. Мн.: ИСПИ, 1999. — 139 с.
- Гісторыя рэлігіі у Беларуси : мінулае і сучаснасць : Вучэб. дапам. — Мн., 2001 (у сааут.).

### Статьи
на русском языке
- Гурко А. В. Вероучение кришнаитов и его влияние на молодёжь.// Тезисы докладов научно-практической конференции «Актуальные проблемы воспитания молодёжи в условиях перестройки». Мн., 1988. — С. 151.
- Гурко А. В. Об отголосках древнеиндоевропейского культа огня в белорусской свадебной обрядности. // Материалы Международной научной конференции по региональной истории Восточной Европы. — Гродно: ГрДУ імя Я. Купалы, Беларускі дзяржаўны музей гісторыі рэлігіі, 1991. — С. 424—427.
- Верещагина А. В., Гурко А. В. К опыту реконструкции древнебелорусских обрядов на основе индоевропейских космологических мифов //Усебеларуская канферэнцыя гісторыкаў: Тэзісы дакл., Мінск, 3 — 5 лютага 1993 г. / Акадэмія навук Беларусі. Ін-т гісторыі. БДУ. — Мінск, 1993. — С. 41 — 42.
- Гурко А. В. О роли письменных источников вайшнавов (кришнаитов) в формировании их образа жизни (на примере Белоруссии) // Усебеларуская канферэнцыя гісторыкаў: Тэзісы дакл., Мінск, 3 — 5 лютага 1993 г. / Акадэмія навук Беларусі. Ін-т гісторыі. БДУ. — Мінск, 1993. — С. 255—256.
- Гурко А. В. О некоторых факторах, влияющих на динамику этнических процессов в современной Беларуси // Государственное и культурное строительство на постсоветском пространстве. // Национальное и государственное строительство в постсоциалистическом пространстве: территориальная идентичность, этнокультурное возрождение и политическое развитие / Тэзисы докл. межд. науч. конф., Москва, май 1998 г. Российская академия наук. М.: Институт географии РАН, 1998. С. 38.
- Гурко А. В., Верещагина А. В. Межэтническая ситуация в Беларуси // Ежегодный доклад «Межэтнические отношения и конфликты в постсоветских государствах» за 1998 год Сети этнологического мониторинга и раннего предупреждения конфликтов Международного проекта «Урегулирование конфликтов в постсоветских государствах» Институт этнологии и антропологии РАН, Москва. — 1999. — С. 22-31.
- Гурко А. В. Неоязычество в Беларуси: предпосылки и условия возникновения, организованные формы, перспективы // Сб. тезисов докладов III Конгресса этнографов и антропологов России, Москва, 8 — 11 июня 1999 г. / Российская академия наук. Ин-т этнологии и антропологии. — М., 1999. — С. 336.
- Гурко А. В. Неоязычество в Беларуси: в поисках национальной идеи // Христианство и национальная идея. Материалы Международного симпозиума. 7-8 октября 1999, Тернополь. — Тернополь: Укрмедкнига, 1999. С. 115—122.
- Гурко А. В. Неоязычество в Беларуси // Беларуская думка.- 1999. — № 10. — С. 42 — 46.
- Гурко А. В. «Русское национальное единство»: новые проявления свастики // Бюллетень Сети этнологического мониторинга и раннего предупреждения конфликтов. — 1999. — № 23. — С. 88 — 90.
- Гурко А. В. О природе возможных этнических конфликтов // Бюллетень Сети этнологического мониторинга и раннего предупреждения конфликтов. Москва.- 2000. — № 31. — С. 67 — 69.
- Гурко А. В., Верещагина А. В. Межэтническая ситуация в Беларуси // Ежегодный доклад «Межэтнические отношения и конфликты в постсоветских государствах» за 1999 год Сети этнологического мониторинга и раннего предупреждения конфликтов Международного проекта «Урегулирование конфликтов в постсоветских государствах» Институт этнологии и антропологии РАН., Москва.- 2000. — С. 27-34.
- Гурко А. В. Православная церковь, её место и роль в условиях поликонфессионального общества современной Беларуси // Православие и культура этноса: Тезисы докл. межд. науч. симп., Москва, 9 — 13 октября 2000 г. / Российская академия наук. Ин-т этнологии и антропологии. — М.: «Старый Сад», 2000. — С. 8 — 11.
- Гурко А. В. Этноконфессиональная ситуация // Бюллетень Сети этнологического мониторинга и раннего предупреждения конфликтов. Москва.- 2000. — № 35. — С. 73 — 76.
- Гурко А. В. Нетрадиционные религии в Республике Беларусь: проблемы, подходы, специфика // Социально-политическая ситуация Беларуси: проблемы и перспективы (По материалам социологического мониторинга): Сборник научных трудов / Под общ. ред. М. Н. Хурса. — Мн.: ИСПИ, 2000. — С. 303—327.
- Гурко А. В. Неоязычество на просторах Евразии. // Сб. Неоязычество на просторах Евразии / Сост. и науч. ред. В. А. Шнирельман. — М.: Библейско-богословский институт святого апостола Андрея, 2001. — С. 68 — 79.
- Гурко А. В. Новые религии в Республике Беларусь // Сб. тезисов докладов ІV Конгресса этнографов и антропологов России, Нальчик, 20-23 сентября 2001 г. / Российская академия наук. Ин-т этнологии и антропологии. — М., 2001. — С. 258.
- Гурко А. В. Нетрадиционные религии в Беларуси: подходы, проблемы, специфика // Традиции и обычаи народов России и Беларуси: Материалы межд. конф.: В 2-х т. — г. Минск., 23 — 25 мая 2001 г. / Минский институт управл. Санкт — Петербургская академия акмевиталогических наук. — Т. 1. — Мн.: Изд-во МИУ, 2001. — С. 132—135.
- Гурко А. В., Верещагина А. В. Межэтническая ситуация в Беларуси // Ежегодный доклад «Межэтнические отношения и конфликты в постсоветских государствах» за 2000 год Сети этнологического мониторинга и раннего предупреждения конфликтов Международного проекта «Урегулирование конфликтов в постсоветских государствах» Институт этнологии и антропологии РАН. Москва, 2001. — С. 253—265.
- Гурко А. В., Верещагина А. В. Межэтническая ситуация в Беларуси // Ежегодный доклад «Межэтнические отношения и конфликты в постсоветских государствах» за 2001 год Сети этнологического мониторинга и раннего предупреждения конфликтов Международного проекта «Урегулирование конфликтов в постсоветских государствах» Институт этнологии и антропологии РАН. Москва, 2002. — С. 242—256.
- Гурко А. В., Верещагина А. В. Об участниках современных конфессиональных конфликтов // Бюллетень Сети этнологического мониторинга и раннего предупреждения конфликтов. Москва. — 2002. — № 44. — С. 90-93.
- Гурко А. В. Неоязычество: в поисках идеологической модели // Бюллетень Сети этнологического мониторинга и раннего предупреждения конфликтов. Москва.- 2002. — № 30. — С. 83 — 84.
- Гурко А. В., Верещагина А. В. Межэтническая ситуация в Беларуси // Ежегодный доклад «Межэтнические отношения и конфликты в постсоветских государствах» за 2002 год Сети этнологического мониторинга и раннего предупреждения конфликтов Международного проекта «Урегулирование конфликтов в постсоветских государствах» Институт этнологии и антропологии РАН. Москва, 2003. — С. 284—298.
- Гурко А. В. Новые религии в конфессиональной структуре современного белорусского общества. // Научно-публицистический журнал регионального отделения «Научного общества этнографов и антропологов России» «Этнопанорама». 2003. — № 3 — 4. С. 75 — 81.
- Гурко А. В. Новые религии в современной конфессиональной структуре белорусского общества // Бюллетень Сети этнологического мониторинга и раннего предупреждения конфликтов Международного проекта «Урегулирование конфликтов в постсоветских государствах» Институт этнологии и антропологии РАН. Москва, 2003. — № 50. — С. 62-66.
- Гурко А. В. О современной конфессиональной ситуации в Республике Беларусь // Динамика общественного мнения о социально-политической ситуации в Беларуси (По материалам социологического мониторинга): Сборник научных трудов / Под общ. ред. М. Н. Хурса. — Мн.: ИСПИ, 2003. — С. 127—146.
- Гурко А. В., Верещагина А. В. О событиях в религиозной жизни // Бюллетень Сети этнологического мониторинга и раннего предупреждения конфликтов Международного проекта «Урегулирование конфликтов в постсоветских государствах» Институт этнологии и антропологии РАН. Москва, 2003. — № 50. — С. 58 — 60.
- Гурко А. В., Верещагина А. В. О событиях конфессиональной истории как факторе возрождения старых идентичностей. // Бюллетень Сети этнологического мониторинга и раннего предупреждения конфликтов Международного проекта «Урегулирование конфликтов в постсоветских государствах» Институт этнологии и антропологии РАН. Москва, 2003. — № 52. — С. 59 — 62.
- Гурко А. В., Верещагина А. В. Межэтническая ситуация в Беларуси // Ежегодный доклад «Межэтнические отношения и конфликты в постсоветских государствах» за 2003 год Сети этнологического мониторинга и раннего предупреждения конфликтов Международного проекта «Урегулирование конфликтов в постсоветских государствах» Институт этнологии и антропологии РАН. Москва, 2004. — С. 357—366.
- Гурко А. В., Верещагина А. В. Реакция на события в Беслане в Беларуси // Бюллетень Сети этнологического мониторинга и раннего предупреждения конфликтов Международного проекта «Урегулирование конфликтов в постсоветских государствах» Институт этнологии и антропологии РАН. Москва, 2004. — № 56, с. 41-42.
- Гурко А. В., Верещагина А. В. О межконфессиональном диалоге и событиях в религиозной жизни Беларуси // Бюллетень Сети этнологического мониторинга и раннего предупреждения конфликтов Международного проекта «Урегулирование конфликтов в постсоветских государствах» Институт этнологии и антропологии РАН. Москва, 2004. — № 56, с. 119—122.
- Гурко А. В., Верещагина А. В. О приоритетах развития белорусской науки // Бюллетень Сети этнологического мониторинга и раннего предупреждения конфликтов Международного проекта «Урегулирование конфликтов в постсоветских государствах» Институт этнологии и антропологии РАН. Москва, 2004. — № 55. С. 84-86.
- Гурко А. В. V фестиваль национальных культур в Беларуси // Бюллетень Сети этнологического мониторинга и раннего предупреждения конфликтов Международного проекта «Урегулирование конфликтов в постсоветских государствах» Институт этнологии и антропологии РАН. Москва, 2004. — № 55. С. 86.
- Гурко А. В. О проблеме включения религии в современный образовательный процесс // Бюллетень Сети этнологического мониторинга и раннего предупреждения конфликтов Международного проекта «Урегулирование конфликтов в постсоветских государствах» Институт этнологии и антропологии РАН. Москва, 2004. — № 54. С. 73-74.
- Гурко А. В. Закон о свободе совести и религиозных организациях в действии // Бюллетень Сети этнологического мониторинга и раннего предупреждения конфликтов Международного проекта «Урегулирование конфликтов в постсоветских государствах» Институт этнологии и антропологии РАН. Москва, 2004. — № 53. С. 75-76.
- Гурко А. В., Верещагина А. В. Об усилении внешнеполитического давления на руководство республики // Бюллетень Сети этнологического мониторинга и раннего предупреждения конфликтов Международного проекта «Урегулирование конфликтов в постсоветских государствах» Институт этнологии и антропологии РАН. Москва, 2005. — № 60. — С. 107—108.
- Гурко А. В., Верещагина А. В. О возрастании роли СМИ в формировании этнополитической ситуации // Бюллетень Сети этнологического мониторинга и раннего предупреждения конфликтов Международного проекта «Урегулирование конфликтов в постсоветских государствах» Институт этнологии и антропологии РАН. Москва, 2005. — № 60. — С. 83 — 85.
- Гурко А. В., Верещагина А. В. Слухи как фактор дестабилизации этнополитической ситуации // Бюллетень Сети этнологического мониторинга и раннего предупреждения конфликтов Международного проекта «Урегулирование конфликтов в постсоветских государствах» Институт этнологии и антропологии РАН. Москва, 2005. — № 61. — С. 98 — 100.
- Гурко А. В. Церковный дом // Беларуская думка. 2004. — № 10. С. 115—122.
- Гурко А. В., Верещагина А. В. Современные этноконфессиональные процессы в Беларуси // Бюллетень сети этнологического мониторинга и раннего предупреждения конфликтов.— М., 2005. — № 63. — С. 81 — 85.
- Гурко А. В., Верещагина А. В. О некоторых особенностях почитания св. Кирилла Туровского в Восточном Полесье в 19 веке // Традыцыі матэрыяльнай і духоўнай культуры Усходняга Палесся: праблемы вывучэння і захавання ў постчарнобыльскі час. Материалы Международной научной конференции/ зб. навуковых артыкулаў/ рэд. кал.: А. А. Станкевіч (гал.рэд.) і інш.; М-ва адук. РБ, Гомельскі дзярж.ун-т імя Ф.Скарыны. — Гомель: ГДУ імя Ф.Скарыны, 2006. — С. 6 — 9.
- Гурко А. В. Религиозные процессы в Мозырско-Припятском Полесье // Проблемы региональных исследований: задачи и перспективы: Материалы научно-практической конференции по результатам выполнения регион. Программ «Полесье — 2005», Мозырь, 26 сентября 2006 г. — С. 30 — 42.
- Гурко А. В., Верещагина А. В. О государственном регулировании миграционных процессов в Беларуси // Бюллетень сети этнологического мониторинга и раннего предупреждения конфликтов.— М., 2006. — № 65. — С. 74 — 77.
- Гурко А. В., Верещагина А. В. Этнополитическая ситуация в Беларуси // Этническая ситуация и конфликты в государствах СНГ и Балтии. Ежегодный доклад Сети этнологического мониторинга и раннего предупреждения конфликтов, 2005. — М.: УОП ИЭА РАН, 2006. — С. 362—374
- Гурко А. В. Китайские религиозные традиции и их роль в формировании новых религий в Республике Беларусь // Пути Поднебесной / Сб. науч. трудов по материалам І Международной научной конференции «Китайская цивилизация в диалоге культур», Минск, 15 — 17 декабря 2005 г. Вып.1. Ч. 2. — Мн., 2006. — С. 210—216.
- Гурко А. В. О влиянии китайских традиций на процессы формирования новых религий в Республике Беларусь // Пытанні мастацтваўнаўства, этналогіі і фалькларыстыкі: Выпуск 2. Мінск: Беларуская навука, 2007. С. 366—375.
- Гурко А. В., Верещагина А. В. Этноконфессиональные процессы Мозырско-Припятского Полесья в контексте развития современной конфессиональной структуры Беларуси // Пытанні мастацтвазнаўства, этналогіі і фалькларыстыкі. Вып.2. Мн.: Права і эканоміка, 2007. С. 52 — 59.
- Гурко А. В., Верещагина А. В. О тенденциях в развитии конфессиональной структуры Беларуси // Научно-периодическое издание Института этнологии и антропологии РАН «Бюллетень Сети этнологического мониторинга и раннего предупреждения конфликтов». 2007. — № 72. С. 86 — 89.
- Гурко А. В., Верещагина А. В. Этнополитическая ситуация в Беларуси // Этническая ситуация и конфликты в государствах СНГ и Балтии. Ежегодный доклад Сети этнологического мониторинга и раннего предупреждения конфликтов, 2006. — М.: УОП ИЭА РАН, 2007. — С. 353—358
- Гурко А. В., Верещагина А. В. О современных тенденциях в демографических процессах Беларуси // Бюллетень сети этнологического мониторинга и раннего предупреждения конфликтов.— М., 2007. — № 74. — С. 97 — 100.
- Гурко А. В., Верещагина А. В. О тенденциях 2006 года в миграционных процессах Беларуси // Бюллетень сети этнологического мониторинга и раннего предупреждения конфликтов.— М., 2007. — № 70. — С. 84 — 87.
- Гурко А. В., Верещагина А. В. О тенденциях в развитии конфессиональной структуры Беларуси // Бюллетень сети этнологического мониторинга и раннего предупреждения конфликтов. — М., 2007. — № 72. — С. 86 — 89.
- Гурко А. В., Верещагина А. В. Конфессиональная история Мозырско-Припятского Полесья в первой половине XX века // Этносоциальные и конфессиональные процессы в современном обществе: материалы межд. науч.конф. Гродно, 8-9 декабря 2006 г./ Гродн.гос. ун-т. Гродно, 2007. С. 58 — 65.
- Гурко А. В., Верещагина А. В. Перепись населения республики намечена на 2009 год // Бюллетень сети этнологического мониторинга и раннего предупреждения конфликтов.— М., 2007. — № 75. — С. 86 — 88.
- Гурко А. В. Самоидентификация последователей новых религий в Беларуси. // Бюллетень сети этнологического мониторинга и раннего предупреждения конфликтов.— М., 2008. — № 77. С. 28 — 31.
- Верещагина А. В., Гурко А. В. О влиянии религиозных факторов на формирование этнического самосознания белорусов // Наука, образование и культура: состояние и перспективы инновационного развития: материалы Междунар.-научн. конф., Мозырь, 27—28 март 2008 г.: в 2 ч. /Мозырский гос.пед.ун-т им. И. П. Шамякина; редкол.: В. В. Валетов (гл.ред.) [и др.]. — Мозырь: УО МГПУ им. И. П. Шамякина, 2008. — Ч.2. С. 205—210.
- Гурко А. В. Язык и самоидентификация последователей новых религий в Беларуси // Пытанні мастацтвазнаўства, этналогіі і фальклору імя К.Крапівы НАН Беларусі; навук.рэд. А.І.Лакотка. — Мінск: Права і эканоміка, 2008. С. 253—260.
- Гурко А. В. О современных подходах к исследованию процессов этнокультурной адаптации мигрантов // Пытанні мастацтвазнаўства, этналогіі і фалькларыстыкі. навук.рэд. А.І.Лакотка. Вып.7. Мінск: Права і эканоміка, 2009. С. 458—462.
- Гурко А. В., Шейбак В. В. К вопросу об историографии проблемы этнокультурной адаптации мигрантов // Пытанні мастацтвазнаўства, этналогіі і фальклору імя К.Крапівы НАН Беларусі; навук.рэд. А.І.Лакотка. — Мінск: Права і эканоміка, 2009. — Выпуск 6. — С. 344—355.
- Гурко А. В. Об особенностях этнической идентификации представителей новых религий в Беларуси // VIII Конгресс этнологов и антропологов России: тезисы докладов (1-5 июля 2009 г.). — Оренбург, 2009. — С. 408.
- Гурко А. В., Верещагина А. В. Мониторинг переписи населения 2009 г. в Беларуси. // // Этнополитическая ситуация в России и сопредельных государствах в 2009 году. Ежегодный доклад Сети этнологического мониторинга и раннего предупреждения конфликтов / Под ред. В. А. Тишкова и В. В. Степанова. — М.: ИЭА РАН, 2010. — 585 с. — С. 226—234
- Гурко А. В. Язык и самоидентификация последователей новых религий в Беларуси // Народна творчість та етнографія / Міжнародна асоціація украінських етнологів. Білоруська етнологія. Спецвыпуск. — 2009. — № 6. — С. 78 — 81.
- Гурко А. В. Религиозные традиции сельского населения Беларуси и их роль в возрождении белорусской деревни // Роль традыцый народнай культуры щ адраджэнни беларускага сяла: Матэрыялы Рэспубликанскай навукова-практычнай канферэнцыи; 24 верасня 2010 г., Иванава Инстытут мастацтвазнаўства, этналогіі і фальклору імя К.Крапівы НАН Беларусі; навук.рэд. А.І.Лакотка. — Мінск: Права і эканоміка, 2010. — С. 84 — 87.
- Гурко А. В., Верещагина А. В. О современных тенденциях в развитии этноконфессиональной структуры Беларуси // Пытанні мастацтвазнаўства, этналогіі і фальклору імя К.Крапівы НАН Беларусі; навук.рэд. А.І.Лакотка. — Мінск: Права і эканоміка, 2010. — Выпуск 9. — С. 271—278.
- Гурко А. В. Религиозно-конфессиональные процессы в Мозырско-Припятском Полесье: исторический и современный аспекты // Этнокультурные процессы в Восточном Полесье в прошлом и настоящем / Гурко А.Вл. [и др.]. — Минск, Беларус.навука, 2010. — С. 146—226.
- Гурко А. В. О некоторых этнокультурных особенностях последователей неоориенталистских религий в Беларуси // Великое культурное наследие Индии и Беларусь: к 75-летию Пакта Рериха / Материалы международной научно-практической конференции, г. Минск, 17 сентября 2010 г./ Ин-т философии НАНБ. — Минск, Право и экономика, 2011. — С. 122—133.

на других языках
- Гурко А. В., Верашчагіна А. У. Да пытання аб рэканструкцыi старажытнабеларускіх уяўленняў аб ачышчальнай функцыi агню на падставе старажытных iндаеўрапейскіх касмалагічных міфаў. // Царква i культура народаў ВКЛ i Беларусi: Матэрыялы Міжн. канф. — Гродна, 1992. / ГрДУ імя Я.Купалы, Беларускі дзяржаўны музей гісторыі рэлігіі. — С. 417—426.
- Гурко А. В., Верашчагіна А. У. Да пытання аб рэштках варнавай стратыфікацыi ў традыцыйнай культуры беларусаў. // Беларусіка 6. Беларусь паміж Усходам i Захадам: Праблемы міжнацыянальнага, міжрэлігійнага і міжкультурнага ўзаемадзеяння, дыялогу і сінтэзу. Ч. 1 / Рэд. Ул. Конан і інш.: Матэрыялы ІІ Міжнароднага кангрэса беларусістаў, май 1995 г. — Мн.: ННАЦ імя Ф. Скарыны, 1997. — С. 176—180.
- Гурко А. В., Верашчагіна А. У. On the Practice of the Ethnological Monitoring in Belarus. // Движение к плюрализму/ Материалы Четвёртой Международной Конференции сети этнологических исследований Москва 8-11 июня 1999 г.
- Гурко А. В. Neopaganism: A Search for an Ideological Model in Post-Soviet Belarus // Тезисы выступлений Шестой Международной Конференции этнологов и социальных антропологов 26-29 июля 2000 г., Краков, 2000. — С. 40.
- Гурко А. В. Аб вытоках неаязычніцтва ў Беларусі // Хрысціянства і беларуская культура: Матэрыялы ІІІ Міжн. Кангрэса беларусістаў. Беларусь i сусветная супольнасць: узаемаўздзеянне i ўзаемаўзбагачэнне культур (Да 2000-годдзя хрысціянства), Мінск, 21 — 25 мая 2000 г. / Міжн. Асацыяцыя беларусістаў. ННАЦ імя Ф.Скарыны. — Мн.: Беларускі кнігазбор, 2001. — С. 195—202.
- Гурко А. В., Верашчагіна А. У. Особливості розвітку Белоруськоі Православноі Церкви в період іі пребуванія у складі Киівскоі (Литовскоі) Митрополіі // Материалы Международного коллоквиума «Переяслав (1654) в истории Украинской Церкви». Тернополь, 7-8 ноября 2003 г. — Тернополь, 2003. С. 62 — 73.
- Верашчагіна А. У., Гурко А. В. Ідэі міласэрнасці ў беларускіх хрысціянскіх традыцыях // Материалы Международной конференции «Християнське милосердя та світська емпатія: деонтологічний аспект». Тернополь, 7 октября 2005 года. — С. 98 — 103.

### Энциклопедии
Энциклопедия истории Беларуси
- Гурко А. В. Вайшнавы // Энцыклапедыя гісторыі Беларусі / Рэдкал.: Б. І. Сачанка (гал. рэд.) i інш.; Маст. Э. Э. Жакевіч. — Мінск: БелЭн, 1994. — Т. 2 : Беліцк—Гімн. — 537 с. — 20 000 экз. — ISBN 5-85700-142-0. (бел.) С. 203

Белорусская энциклопедия
- Гурко А. В., Базіленка И. В. Бахаізм // Беларуская энцыклапедыя. — Мн., 1996. — Т. 2. — С. 204.
- Гурко А. В. Божыч // Беларуская энцыклапедыя. — Мн., 1996. — Т. 3. — С. 204.
- Гурко А. В. Брахма // Беларуская энцыклапедыя. — Мн., 1996. — Т. 3. — С. 252.
- Гурко А. В. Брахманізм // Беларуская энцыклапедыя. — Мн., 1996. — Т. 3. — С. 252.
- Гурко А. В. Будыйскія школы // Беларуская энцыклапедыя. — Мн., 1996. — Т. 3. — С. 317.
- Гурко А. В. Будызм // Беларуская энцыклапедыя. — Мн., 1996. — Т. 3. — С. 317.
- Гурко А. В. Веданта // Беларуская энцыклапедыя. — Мн., 1997. — Т. 4. — С. 55.
- Гурко А. В. Веды // Беларуская энцыклапедыя. — Мн., 1997. — Т. 4. — С. 57.
- Гурко А. В. Ведычная рэлігiя // Беларуская энцыклапедыя. — Мн., 1997. — Т. 4. — С. 57.
- Гурко А. В. Вербніца // Беларуская энцыклапедыя. — Мн., 1997. — Т. 4. — С. 99—100.
- Гурко А. В. Вішнуізм // Беларуская энцыклапедыя. — Мн., 1997. — Т. 4. — С. 240.
- Гурко А. В. Дзэн // Беларуская энцыклапедыя. — Мн., 1998. — Т. 6. — С. 50.
- Гурко А. В. Iндуізм // Беларуская энцыклапедыя. — Мн., 1998. — Т. 6. — С. 200.
- Верашчагіна А. У, Гурко А. В. Рэлігія і Царква на Беларусі // Беларуская энцыклапедыя. — Мн., 2004. — Т. 18. Ч. 2. — С. 699—710.

Рэлігія і царква на Беларусі. энцыкл. давед.
- Гурко А. В. Неаязычніцтва // Рэлігія і царква на Беларусі: энцыкл.давед. / Рэдкал.: Г. П. Пашкоў і інш. — Мн.: БелЭн, 2001. — С. 224.
- Гурко А. В. Новыя рэлігіі // Рэлігія і царква на Беларусі: энцыкл.давед. / Рэдкал.: Г. П. Пашкоў і інш. — Мн.: БелЭн, 2001. — 229—231.

Социологическая энциклопедия
- Гурко А. В. Конфессия // Социологическая энциклопедия / под ред. А. Н. Данилова. — Мн.: БелЭн, 2003. — С. 147—148.

Энциклопедия. Республика Беларусь
- Гурко А. В., Верещагина А. В. Религия и Церковь в Беларуси // Энциклопедия. Республика Беларусь. Мн., 2005. — С. 453—469.
- Гурко А. В. Бахаизм // Энциклопедия Республика Беларусь. Мн., 2006. — Т. 2. — С. 219.